# Стефан Хайнрих фон Еверщайн
Стефан Хайнрих фон Еверщайн/Еберщайн (на немски: Stephan Heinrich von Everstein/Eberstein; * 10 април 1533/10 април 1543 в Наугард/Новогард, Източна Померания; † 6 октомври 1613 в дворец Кваркенбург, Източна Померания) е граф на Еверщайн, господар на Наугард (Новогард), Масов (днес Машево в Западнопоморско войводство) и Кваркенбург в Източна Померания, дипломат на херцозите на Померания и държавен съветник там.
Той е третият син на граф Георг фон Еверщайн-Наугард-Масов (1481 – 1553) и съпругата му Валпурга Шлик фон Басано-Вайскирхен († 1575), дъщеря на граф Каспар III Шлик фон Басано-Вайскирхен († 1549) и Елизабет фон Вартенберг († 1572). Внук е на граф Лудвиг II фон Еверщайн († 1502) и графиня Валбург фон Хонщайн-Фирраден. Братята му са дипломата граф Лудвиг III фон Еверщайн-Наугард (1527 – 1590) и граф Волфганг II фон Еверщайн-Масов (1528 – 1592).
Стефан Хайнрих следва първо във Витенберг, по-късно също в Италия, Франция и Англия. След това той работи в имперския камерен съд и е на служба на херцог Лудвиг фон Вюртемберг и на архиепископ Гебхард фон Кьолн. През 1593 г. той се връща в Померания и започва служба на тамошните херцози. През 1603 г. той става държавен съветник. Той умира в построения от него дворец в Кваркенбург.

## Фамилия
Стефан Хайнрих фон Еверщайн се жени на 10 август 1577 г. във Фрауенберг за графиня Маргарета фон Диц (* 14 октомври 1544; † 12 юли 1608), вдовица на граф Ханс Бернхард фон Еберщайн-Ной-Еберщайн-Фрауенберг (1540 – 1574), дъщеря на ландграф Филип I фон Хесен Великодушни (1504 – 1567) и втората му съпруга (морганатичен брак) Маргарета фон дер Заале (1522 – 1566). Те имат две дъщери:
- Сабина Хедвиг фон Еверщайн (* 1579; † 9 септември 1631), омъжена 1600/1601 г. за фрайхер Фридрих Ердман фон Путбус (* 1576; † 22 октомври 1622)
- Валпургис фон Еверщайн (* ок. 1581; † 25 април 1613), омъжена 1603 г. за фрайхер	Ернст Лудвиг I фон Путбус (1580 – 1615), брат на зет ѝ Фридрих Ердман фон Путбус